# 舊柳博夫尼亞

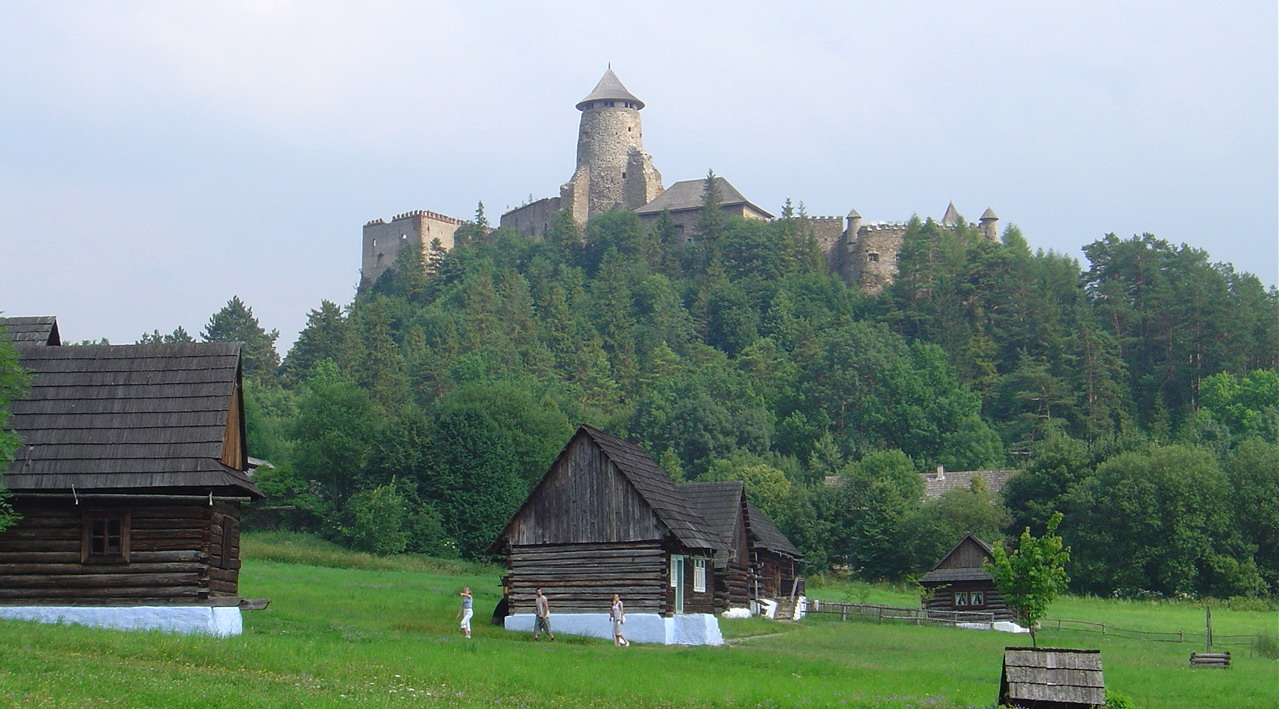

舊柳博夫尼亞是斯洛伐克的城鎮，位於該國東北部，毗鄰與波蘭接壤的邊境，由普列索夫州負責管轄，面積30.79平方公里，海拔高度545米，2005年人口16,363，其中六成居民信奉羅馬天主教。

## 外部連結
- Official website
- Museum of Stará Ľubovňa[永久]